# Encounter Marine Park
Encounter Marine Park är en park i Australien. Den ligger i delstaten South Australia, omkring 95 kilometer sydväst om delstatshuvudstaden Adelaide.
Trakten är glest befolkad. Närmaste större samhälle är Delamere, omkring 13 kilometer norr om Encounter Marine Park. 
Genomsnittlig årsnederbörd är 863 millimeter. Den regnigaste månaden är juni, med i genomsnitt 172 mm nederbörd, och den torraste är januari, med 24 mm nederbörd.